# Hsieh Yi-ting
Hsieh Yi-ting (chiń. trad. 謝怡婷; pinyin Xiè Yítíng; ur. 7 października 1987) – tajwańska siatkarka grająca na pozycji libero. Obecnie występuje w drużynie Taiwan Power.